# Glenea versuta
Glenea versuta es una especie de escarabajo del género Glenea, familia Cerambycidae. Fue descrita científicamente por Newman en 1842.
Habita en Filipinas y Taiwán. Esta especie mide 9-15,75 mm.